# Phylloicus tricalcaratus
Phylloicus tricalcaratus is een schietmot uit de familie Calamoceratidae. De soort komt voor in het Neotropisch gebied.